# Флоренс (ураган)
Ураган Флоренс (англ. Hurricane Florence) — мощный атлантический тропический циклон типа Кабо-Верде, обрушившийся на юго-восточное побережье США. Флоренс нанёс катастрофический ущерб в Каролинах в сентябре 2018 года, в первую очередь в результате наводнения пресной водой из-за проливных дождей. Это был шестой названный шторм, третий ураган и первый крупный ураган сезона ураганов в Атлантике 2018 года.
14 сентября 2018 года ураган достиг побережья Северной Каролины. Число жертв от урагана достигло 13 человек.

## Ущерб
По данным из США ущерб от урагана оценивается в 24,2 миллиардов долларов.